# Klub Firlej
Firlej (Ośrodek Działań Artystycznych „Firlej”) – miejska jednostka kultury Wrocławia istniejąca od lat 80. XX wieku, mieszcząca się przy ul. Grabiszyńskiej 56 (róg ul. Żytniej).

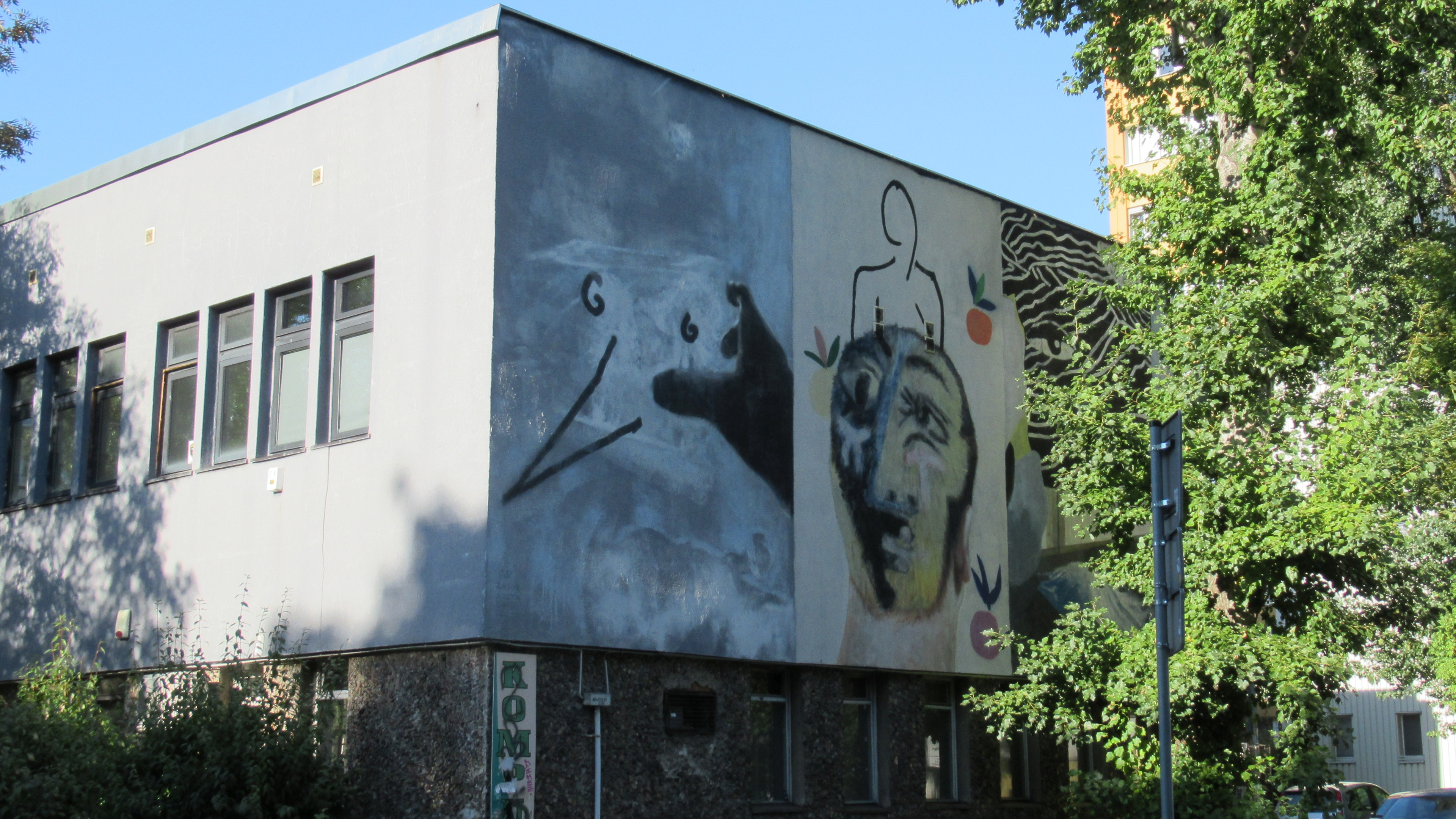
Graffiti na ścianie klubu od strony ul. Żytniej

Początkowo pomieszczenia mieszczące klub należały do Wrocławskiej Spółdzielni Mieszkaniowej i mieścił się tu osiedlowy klub „Paradoks” – odbywały się tu m.in. zebrania członków spółdzielni, okolicznościowe przyjęcia, półkolonie dla dzieci. Następnie na krótko zmieniono nazwę na „Prostokąt”. Po przejęciu budynku przez Spółdzielnię Mieszkaniową „Cichy Kącik” klub istniał jako osiedlowy klub „Firlej”. W 1987 roku został włączony do struktur Staromiejskiego Dom Kultury. Od 1990 roku klub stanowi samodzielną jednostkę kulturalną.

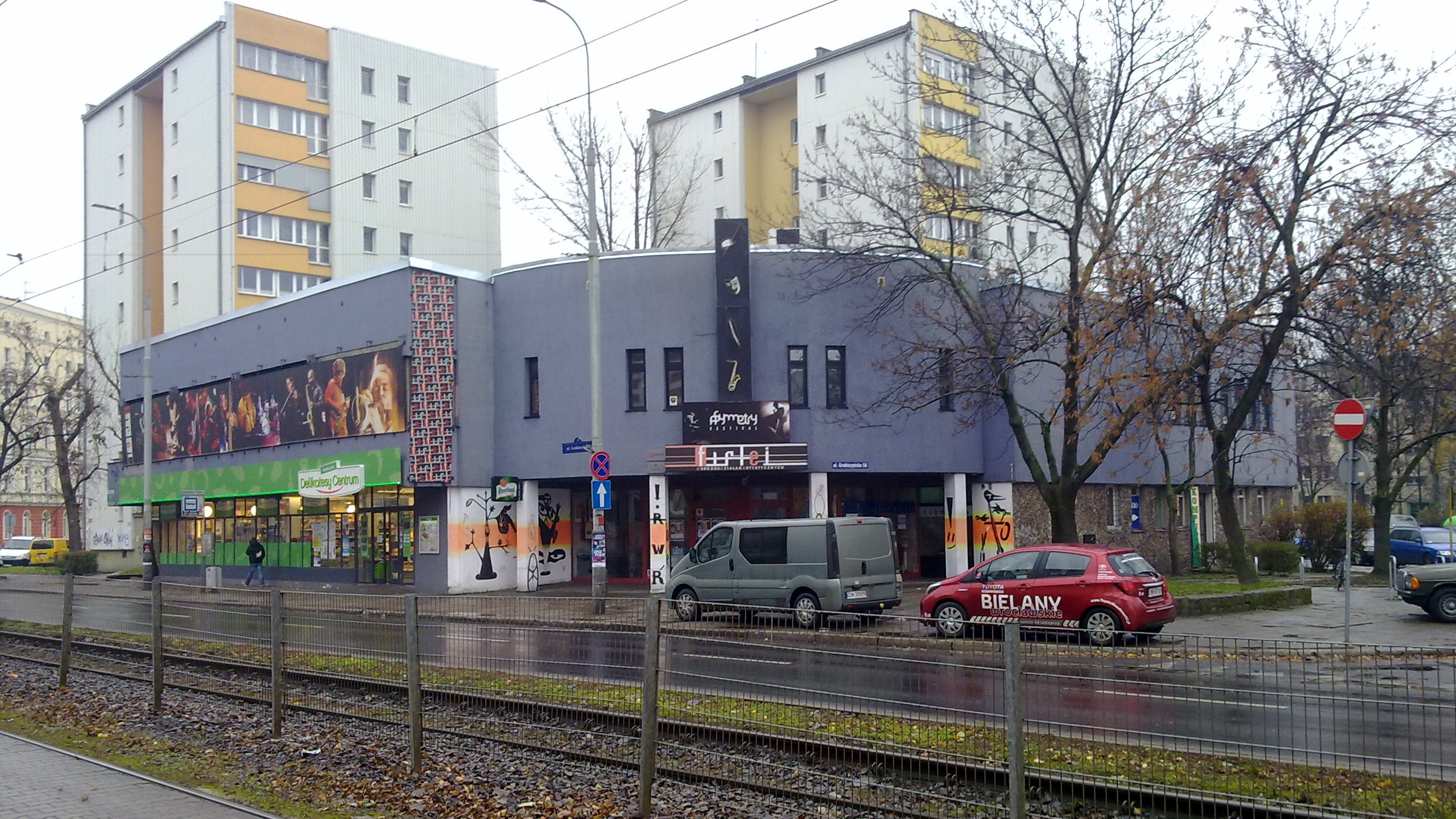
Klub „Firlej”

W 2004 roku stanowisko dyrektora ośrodka objął Robert Chmielewski. Od tego czasu na scenie „Firleja” goszczą projekty jazzowe, rockowe, alternatywne i elektroniczne. W klubie organizowana jest produkcja festiwali o zasięgu międzynarodowym: Avant Music Festival i Asymmetry Festival. Najnowszym projektem, jest festiwal UA/PL Alternative Music Meetings – wydarzenie realizowane w ramach Programu Kulturalnego Polskiej Prezydencji w Radzie UE.

## Repertuar
W trakcie swojej długoletniej działalności, Klub Firlej miał możliwość gościć na scenie wielu zasłużonych, dla sceny alternatywnej, elektronicznej i jazzowej, artystów, m.in.: Cult of Luna, Isis, Acid Mothers Temple, The Young Gods, Job Karma, Rob Mazurek, Swans.

## Nagrody
- Certyfikat „Kulturalnego Miejsca”, przyznawany przez tygodnik Przekrój w 2008 roku[1]

## Bibliografia

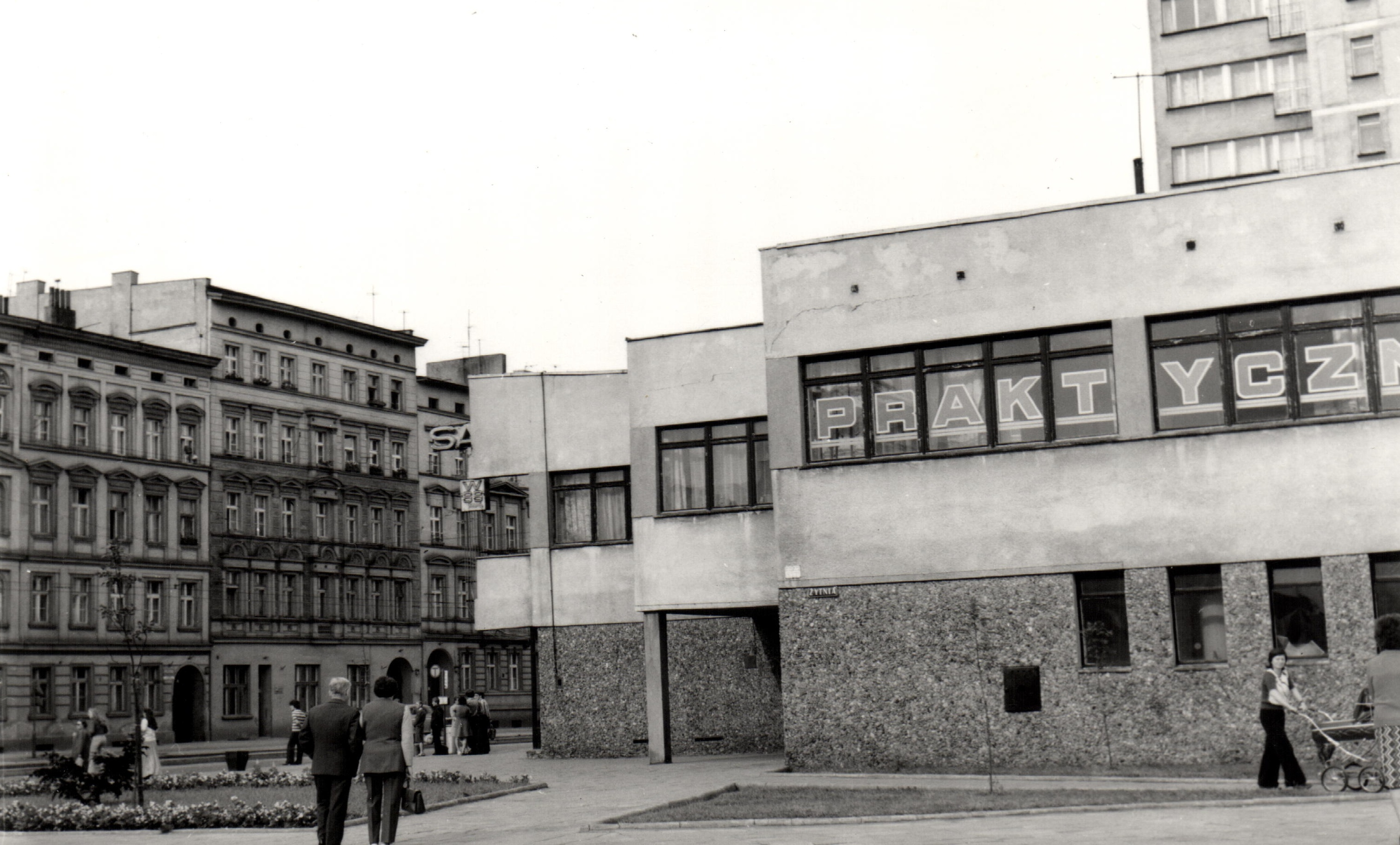
Budynek, w którym obecnie mieści się klub, w latach 70. XX w., przed przebudową